# 斯坦科·巴拉奇
斯坦科·巴拉奇（1986年8月8日—），生于前南斯拉夫的波斯尼亚，克罗地亚籍职业篮球运动员，现效力于西班牙联赛球队巴斯克尼亚（Caja Laboral Baskonia）。
巴拉奇有着7尺1寸的身高和240磅的体重，属于技术型中锋。05年开始代表HKK斯洛基参加亚德里亚海篮球联赛和波黑篮球锦标赛，2006-07赛季中巴拉奇取得了场均出场27.3分钟、得13分、7.1个篮板和1.8个封盖的数据。
在2007年NBA选秀中，巴拉奇在第二轮第39位选被迈阿密热火选中，随即被交换去了印第安纳步行者。
2007年八月，巴拉奇与西班牙球队巴斯克尼亚队签约5年。同年10月，他被巴斯克尼亚租借到西班牙的巴伦西亚队（Pamesa Valencia）。08年他返回巴斯克尼亚队效力，2010年11月，由于近期的优异表现，他与巴斯克尼亚队续约三年，这样他会在巴斯克尼亚队效力到2015年。